# 迪金勳章
迪金勳章（英語：Dickin Medal）是英國頒發給在戰爭中表現傑出的動物們的勳章，被稱為是「動物的維多利亞十字勳章」。因為是動物專用的勳章，不會被頒發給人類。該勳章制度由瑪莉亞·迪金在1943年制定。

## 二次世界大戰中的獲獎動物
- 32隻軍鴿。
- 18隻狗。
- 3匹馬。
- 1隻貓：這隻名為西蒙（Simon）的貓，於1949年4月乘坐在英國海軍的黑天鵝級輕型護衛艦－「紫石英號」上，西蒙遭到中國的砲火攻擊，因而被碎片刺傷，但是卻凝聚起了士兵們的士氣，因而獲得迪金勳章和從軍勳章；當時得到的迪金勳章，現在則被製作成複製品，當作海軍的紀念品販售。

## 近代的獲獎動物
- 2002年：導盲犬莎莉和羅賽爾（Salty and Roselle）
- 2002年：救難犬阿波羅（Apollo）
- 2003年：軍犬：山姆（Sam）
- 2003年：除爆犬：巴斯塔（Buster）
- 2007年：除爆犬：沙迪（Sadie）